# Semilly
Semilly és un municipi francès situat al departament de l'Alt Marne i a la regió del Gran Est. L'any 2007 tenia 96 habitants.

## Demografia

### Població
El 2007 la població de fet de Semilly era de 96 persones. Hi havia 48 famílies de les quals 16 eren unipersonals (16 dones vivint soles i 16 dones vivint soles), 20 parelles sense fills, 8 parelles amb fills i 4 famílies monoparentals amb fills.
La població ha evolucionat segons el següent gràfic:
Habitants censats

### Habitatges
El 2007 hi havia 57 habitatges, 50 eren l'habitatge principal de la família, 3 eren segones residències i 4 estaven desocupats. 55 eren cases i 2 eren apartaments. Dels 50 habitatges principals, 43 estaven ocupats pels seus propietaris i 7 estaven llogats i ocupats pels llogaters; 1 tenia dues cambres, 7 en tenien tres, 17 en tenien quatre i 25 en tenien cinc o més. 45 habitatges disposaven pel capbaix d'una plaça de pàrquing. A 28 habitatges hi havia un automòbil i a 20 n'hi havia dos o més.

### Piràmide de població
La piràmide de població per edats i sexe el 2009 era:
| Homes | Edats   | Dones |
| ----- | ------- | ----- |
| 0     | 95 o +  | 0     |
| 0     | 90 a 94 | 0     |
| 4     | 85 a 89 | 4     |
| 0     | 80 a 84 | 0     |
| 4     | 75 a 79 | 4     |
| 0     | 70 a 74 | 8     |
| 12    | 65 a 69 | 0     |
| 0     | 60 a 64 | 8     |
| 0     | 55 a 59 | 0     |
| 0     | 50 a 54 | 0     |
| 4     | 45 a 49 | 0     |
| 4     | 40 a 44 | 0     |
| 0     | 35 a 39 | 4     |
| 12    | 30 a 34 | 0     |
| 4     | 25 a 29 | 0     |
| 0     | 20 a 24 | 0     |
| 4     | 15 a 19 | 4     |
| 0     | 10 a 14 | 8     |
| 4     | 5 a 9   | 0     |
| 4     | 0 a 4   | 0     |

## Economia
El 2007 la població en edat de treballar era de 56 persones, 45 eren actives i 11 eren inactives. De les 45 persones actives 43 estaven ocupades (26 homes i 17 dones) i 2 estaven aturades (2 dones i 2 dones). De les 11 persones inactives 3 estaven jubilades, 2 estaven estudiant i 6 estaven classificades com a «altres inactius».

### Ingressos
El 2009 a Semilly hi havia 50 unitats fiscals que integraven 103 persones, la mediana anual d'ingressos fiscals per persona era de 17.493 €.

### Activitats econòmiques
Dels 4 establiments que hi havia el 2007, 1 era d'una empresa de construcció, 1 d'una empresa de transport i 2 d'empreses immobiliàries.
Dels 2 establiments de servei als particulars que hi havia el 2009, 1 era un paleta i 1 agència immobiliària.
L'any 2000 a Semilly hi havia 9 explotacions agrícoles que ocupaven un total de 955 hectàrees.

## Poblacions més properes
El següent diagrama mostra les poblacions més properes.